# Flora fizjologiczna człowieka
Flora fizjologiczna człowieka – tradycyjna nazwa mikroorganizmów występujących naturalnie w organizmie człowieka bez wywoływania objawów chorobowych. W związku z tym, że bakterie nie należą do królestwa roślin, bardziej odpowiednią nazwą byłaby tutaj „(mikro)biota fizjologiczna człowieka”. U człowieka prawidłowo występuje około 1014 (sto bilionów) bakterii, w większości beztlenowych. Niektóre grzyby także mogą stanowić skład prawidłowej flory, natomiast wirusy, pasożyty i priony do niej nie należą i zawsze są uznawane za chorobotwórcze. U osób z osłabioną odpornością flora fizjologiczna może powodować zakażenia, które nazywane są oportunistycznymi. Szerszym pojęciem jest mikrobiom, który obejmuje nie tylko mikroorganizmy komensalne i wpływające pozytywnie na organizm ludzki, ale również chorobotwórcze. Jego poznaniem zajmował się Projekt Poznania Ludzkiego Mikrobiomu (2007-2016) .

## Drogi oddechowe
Drobnoustroje występują głównie w górnych drogach oddechowych (gardło, nos oraz częściowo oskrzela, tchawica) natomiast dolne są jej pozbawione (pęcherzyki płucne, oskrzeliki). Nowe badania wskazują na obecność w płucach mikroorganizmów takich jak bakterie, grzyby i wirusy. Obecność mikrobioty płucnej może być związana z występowaniem takich chorób jak przewlekła obturacyjna choroba płuc, mukowiscydoza i rozstrzenie oskrzeli.
Prawie u całej populacji:
- Aerococcus viridans
- Moraxella catarrhalis
- Streptococcus grupy A
- Neisseria sicca i flava
- Staphylococcus epidermidis
- Streptococcus salivarius
- Streptococcus pneumoniae (50–60% ludzi)

## Jama ustna[4]
Występuje tu około 200 gatunków hodowlanych. W tym należące do rodzajów:
- Actinomycetes
- Corynebacterium
- Candida (30–50% ludzi)
- Enterococcus
- Lactobacillus
- Streptococcus np.: Streptococcus mutans, Streptococcus pneumoniae, Streptococcus pyogenes, Streptococcus salivarius
- Staphylococcus np.: Staphylococcus epidermidis, Staphylococcus aureus

oraz bezwzględne beztlenowce:
- Bacteroides
- Fusobacterium
- Peptostreptococcus

czy takie gatunki jak:
- Neisseria meningitidis

## Przewód pokarmowy
W przełyku występuje bardzo niewiele drobnoustrojów.

### Żołądek
W żołądku może występować Candida albicans, Bacillus subtilis, Lactobacillus, paciorkowce zieleniące. U niektórych osób występuje Helicobacter pylori bez objawów chorobowych, nie ma jednak jednomyślności w sprawie zakwalifikowania drobnoustroju do flory fizjologicznej lub nie. Dopuszczalne stężenie wynosi 10³ – 105 drobnoustrojów.

### Dwunastnica
- Aerococcus viridans
- Staphylococcus epidermidis
- Streptococcus
- Clostridium perfringens

### Jelita
- Escherichia coli
- Bacillus subtilis
- Enterococcus faecalis
- Candida albicans
- Trichomonas hominis

## Skóra
Na skórze znajdują się między innymi:
- Staphylococcus epidermidis
- Aerococcus viridans
- Candida albicans
- Propionibacterium acnes[5]

## Pochwa
- Lactobacillus acidophilus[6]
- Gardnerella vaginalis[7] – patogenność hamowana obecnością Lactobacillus
- Mobiluncus spp[8]